# 2003-as amatőr ökölvívó-világbajnokság
A 12. amatőr ökölvívó-világbajnokságot Bangkokban, Thaiföldön rendezték 2003. július 6–13. között. 11 versenyszámban avattak világbajnokot. A súlycsoportok száma az előző, 2001-es amatőr ökölvívó-világbajnoksághoz képest a nagyváltósúly megszüntetésével eggyel csökkent. A küzdelmek egyenes kieséses rendszerben zajlottak, és mindkét elődöntő vesztese bronzérmet kapott.

## Érmesek
Káté Gyula bronzérmet szerzett könnyűsúlyban.
| 2003. évi amatőr ökölvívó-világbajnokság érmesei |                                   |                                         |                                                                   |
| Versenyszám                                      | Arany                             | Ezüst                                   | Bronz                                                             |
| Szupernehézsúly                                  | Alekszandr Povetkin (Oroszország) | Pedro Carrión (Kuba)                    | Sebastian Köber (Németország) Rusztam Szajdov (Üzbegisztán)       |
| Nehézsúly                                        | Odlanier Solís (Kuba)             | Alekszandr Alekszejev (Oroszország)     | Steffen Kretschmann (Németország) Viktor Zujev Fehéroroszország   |
| Félnehézsúly                                     | Jevgenyij Makarenko (Oroszország) | Magomed Aripgadzsiev (Fehéroroszország) | Rudolf Kraj (Csehország) Aleksij Kuzjemszki (Lengyelország)       |
| Középsúly                                        | Gennagyij Golovkin (Kazahsztán)   | Oleg Maskin (Ukrajna)                   | Yordanis Despaigne (Kuba) Nikola Sjekloca (Szerbia)               |
| Váltósúly                                        | Lorenzo Aragón (Kuba)             | Serzod Huszanov (Üzbegisztán)           | Andre Berto (Egyesült Államok) Ruszlan Kajrov (Azerbajdzsán)      |
| Kisváltósúly                                     | Willy Blain (Franciaország)       | Alekszandr Maletin (Oroszország)        | Manat Buncsamnong (Thaiföld) Tofik Ahmenov (Azerbajdzsán)         |
| Könnyűsúly                                       | Mario Kindelán (Kuba)             | Pichai Sayotha (Thaiföld)               | Martin Dressen (Németország) Káté Gyula (Magyarország)            |
| Pehelysúly                                       | Galib Zsafarov (Kazahsztán)       | Vitali Tajbert (Németország)            | Abdusalom Khasanov (Tádzsikisztán) Seok Hwan-Cho (Dél-Korea)      |
| Harmatsúly                                       | Agaszi Mammadov (Azerbajdzsán)    | Gennagyij Kovaljov (Oroszország)        | Detelin Dalakliev (Bulgária) Bahodirzson Szultanov (Üzbegisztán)  |
| Légsúly                                          | Somjit Jongjohor (Thaiföld)       | Jérôme Thomas (Franciaország)           | Alexandar Alexandrov (Bulgária) Rustamhodza Rahimov (Németország) |
| Papírsúly                                        | Szergej Kazakov (Oroszország)     | Cou Si-ming (Kína)                      | Noman Karim (Pakisztán) Harry Tanamor (Fülöp-szigetek)            |